# 1304
Пізнє Середньовіччя •  Реконкіста •  Ганза •  Монгольська імперія

## Геополітична ситуація
Андронік II Палеолог є імператором Візантійської імперії (до 1328). Королем Німеччини — Альбрехт I Габсбург (до 1308). У Франції править Філіп IV Красивий (до 1314).
Апеннінський півострів розділений: північ належить Священній Римській імперії, середню частину займає Папська область, південь належить Неаполітанському королівству. Деякі міста півночі: Венеція, Піза, Генуя тощо, мають статус міст-республік.
Майже весь Піренейський півострів займають християнські Кастилія (Леон, Астурія, Галісія), Наварра, Арагонське королівство (Арагон, Барселона) та Португалія, під владою маврів залишилися тільки землі на самому півдні. Едуард I Довгоногий є королем Англії (до 1307), Вацлав II — королем Богемії (до 1305), а королем Данії — Ерік VI (до 1319).
Руські землі перебувають під владою Золотої Орди. У Галицько-Волинське князівство очолює Юрій Львович, Михайло Ярославич править у Володимиро-Суздальському князівстві (до 1318). У Великопольщі править Вацлав II.
Монгольська імперія займає більшу частину Азії, але вона розділена на окремі улуси, що воюють між собою. У Китаї, зокрема, править монгольська династія Юань. У Єгипті владу утримують мамлюки. Мариніди правлять у Магрибі. Делійський султанат є наймогутнішою державою Північної Індії, а на півдні Індії панують держава Хойсалів та держава Пандья. В Японії триває період Камакура.
Цивілізація мая переживає посткласичний період. Почала зароджуватися цивілізація ацтеків.

## Події
- У Володимирі-на-Клязьмі почав правити Михайло Ярославич.
- Каталонські альмогавари, загін найманців на службі у Візантії, потіснили турків в Анатолії.
- Англійський король Едуард I Довгоногий захопив замок Стерлінг у Шотландії, останню твердиню борців за незалежність.
- Французи завдали поразки фламандцям у битві біля Мон-ан-Певель.
- 7 липня в Перуджі помер папа римський Бенедикт XI.
- Король Богемії Вацлав II зупинив вторгнення в своє королівство німецьких військ.
- Ільханом Ірану став Олджейту.

## Народились
- 20 липня — Франческо Петрарка, італійський поет.